# Perro guardián de ganado

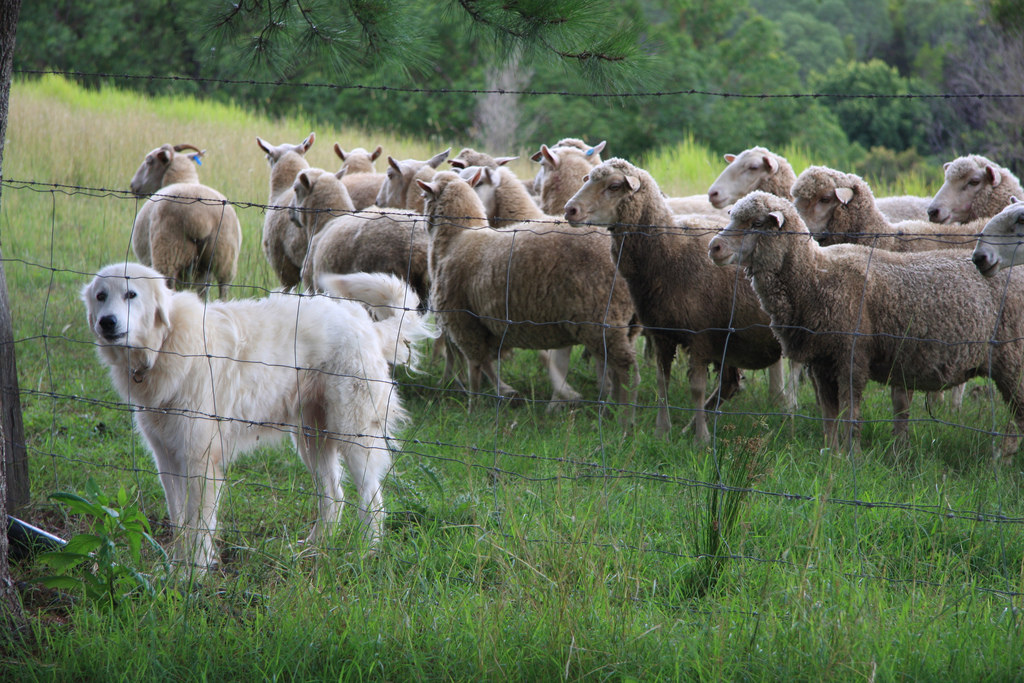
Perro guardián de un rebaño en Australia.

Un perro guardián de ganado es aquel que defiende a los rebaños de los predadores. 
Este tipo de perros suele conocerse como mastín, perro de lobo o perro de ganado, ya que tradicionalmente han guardado rebaños de ovejas, pero la mayor parte de ellos son perfectamente capaces de guardar otras especies ganaderas.

## Diferencia con el perro de pastoreo
A diferencia de un perro pastor, carea o perro de aqueda, como el Border collie, un guardián de ganado no controla el movimiento del rebaño con acciones predadoras y agresivas para conseguir su reagrupamiento, sino que tienden a mezclarse en el rebaño e ignorar a animales individualmente y a cambio mantienen su alerta sobre amenazas potenciales. En cuanto se observa un comportamiento de agrupamiento, es el rebaño el que tiende a agruparse en torno a los perros guardianes, especialmente en campo abierto donde los predadores se encuentran más cerca.

## Listado de razas

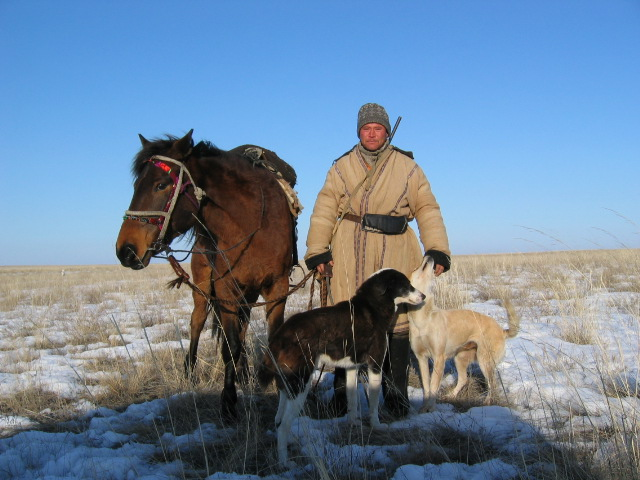
Pastor kazajo cuidando al rebaño de los predadores.

Existen muchas razas de perros guardianes de ganado, algunas de ellas poco conocidas fuera de la región de donde son oriundos.
- Akbash
- Boyero de Appenzell
- Boyero de Berna
- Boyero de Entlebuch
- Cão da Serra da Estrela
- Cão de Castro Laboreiro
- Cão de Gado Transmontano
- Cuvac eslovaco
- Dogo de Cerdeña (Pastore fonnese)
- Gran boyero suizo
- Kangal
- Karakachan
- Pastor de Karst
- Komondor
- Kuchi
- Kuvasz
- Pastor de Maremma
- Mastín del Pirineo
- Mastín español
- Dogo del Tíbet
- Ovcharka
- Pardog (Cane Partenope o perro napolitano)
- Pastor caucásico o Gampr armenio
- Pastor de Bosnia-Herzegovina y Croacia
- Pastor de Tatra
- Pastor rumano de Bucovina (Ciobănesc de Bucovina)
- Pastor rumano de Mioritza (Ciobănesc Mioritic)
- Perro de montaña de los Pirineos
- Perro majorero
- Pastor de Anatolia
- Pastor de los Cárpatos
- Perro pastor griego
- Rafeiro do Alentejo
- Šarplaninac